# Ferran Martínez Ruiz
Ferran Martínez Ruiz (València, 9 de maig de 1988) és un economista i polític valencià, un dels impulsors de Podem al País Valencià.Ha estat senador per la coalició A la valenciana arran de les eleccions generals espanyoles de 2016 i diputat a les Corts Valencianes en la X Legislatura (2019-2023).

## Galeria
- Entrevista a Ferran Martínez de desembre de 2015 (La Represa).